# جدایی (فیلم ۲۰۲۵)
جدایی (به انگلیسی: Splitsville)، یک فیلم آمریکایی در ژانر کمدی رمانتیک به کارگردانی مایکل آنجلو کووینو است که در سال ۲۰۲۵ منتشر شد. کووینو فیلم‌نامه این فیلم را به همراه کایل ماروین نگارش کرده که هردو نیز در فیلم ایفای نقش کرده‌اند. آدریا آرجونا، داکوتا جانسون، نیکولاس براون و او.تی. فاگبنلی دیگر ستارگان فیلم هستند. داستان فیلم دربارهٔ زوجی به نام اشلی و کری است که در کشمکش طلاق با یکدیگر هستند. کری که به خاطر جدایی خود دچار تشویش شده به دوستان نزدیک خود به نام‌های جولی و پائول پناه می‌برد که با یکدیگر ازدواج باز کرده‌اند. همه چیز عادی به نظر می‌رسند اما با عبور کری از خط قرمزی مهم، رابطه بین دوستان وارد تنشی بی‌سابقه می‌شود.
جدایی نخستین بار در جشنواره فیلم کن ۲۰۲۵ رونمایی شد و قرار است در تاریخ ۲۲ اوت ۲۰۲۵ به صورت عمومی اکران شود.

## توضیحات
1. ↑  کلمه Splitsville در زبان انگلیسی؛ یک اصطلاح عامیانه است که در توصیف «جدایی» یا «پایان رابطه عاشقانه» به کار می‌رود. این کلمه اغلب به صورت طعنه و طنزآمیز و غیررسمی استفاده شده و معادل دقیقی در زبان فارسی ندارد.